# 2008年北京オリンピックのジブチ選手団
2008年北京オリンピックのジブチ選手団（2008ねんペキンオリンピックのジブチせんしゅだん）は、2008年8月8日から8月24日まで中国の北京で開催された2008年北京オリンピックジブチ選手団の名簿。

## 選手団
- 人員: 選手 2人
- 開会式旗手: アーメド・サラ

## 種目別選手・スタッフ名簿及び成績

### 陸上競技
- Mahamoud Farah（1500m）3:43.62 予選9位（予選落ち）
- Fathia Ali Bourrale（女子100m）14.29　予選6位（予選落ち）